# Lake Wylie
Lake Wylie és una concentració de població designada pel cens dels Estats Units a l'estat de Carolina del Sud. Segons el cens del 2000 tenia 3.061 habitants.

## Demografia
Segons el cens del 2000, Lake Wylie tenia 3.061 habitants, 1.458 habitatges i 1.039 famílies. La densitat de població era de 339,6 habitants/km².
Dels 1.458 habitatges en un 16,5% hi vivien nens de menys de 18 anys, en un 66,3% hi vivien parelles casades, en un 3,8% dones solteres, i en un 28,7% no eren unitats familiars. En el 24,5% dels habitatges hi vivien persones soles el 8,2% de les quals corresponia a persones de 65 anys o més que vivien soles. El nombre mitjà de persones vivint en cada habitatge era de 2,1 i el nombre mitjà de persones que vivien en cada família era de 2,47.
Per edats la població es repartia de la següent manera: un 13,5% tenia menys de 18 anys, un 4,4% entre 18 i 24, un 21,9% entre 25 i 44, un 36,9% de 45 a 60 i un 23,4% 65 anys o més.
L'edat mediana era de 51 anys. Per cada 100 dones de 18 o més anys hi havia 96,8 homes.
La renda mediana per habitatge era de 76.819 $ i la renda mediana per família de 88.208 $. Els homes tenien una renda mediana de 50.208 $ mentre que les dones 32.679 $. La renda per capita de la població era de 43.567 $. Cap de les famílies i el 0,8% de la població estaven per davall del llindar de pobresa.

## Poblacions més properes
El següent diagrama mostra les poblacions més properes.